# Udikovina
Udikovina (bekovina, šibika, bikovina, lokovitka, lat. Viburnum) rod listopadnih, poluzimzelenih i vazdazelenih grmova i drveća iz porodice moškovičevki. Postoji preko 190 vrsta raširenih po Euroaziji (uključujući Hrvatsku), sjeverozapadnoj Africi i tropskoj Americi.
U Hrvatskoj raste nekoliko vrsta: crna lemprika ili crna udikovina (V. tinus), udikovina američka (V. prunifolium), vunasta udikovina (V. lantana), obična udikovina (V. opulus),  Viburnum carlesii, Viburnum rhytidophyllum.

## Vrste
1. Viburnum acerifolium L.
2. Viburnum acutifolium Benth.
3. Viburnum alabamense (Mc Atee) Sorrie
4. Viburnum albopedunculatum Gilli
5. Viburnum alpinum Macfad.
6. Viburnum amplificatum Kern
7. Viburnum amplifolium Rehder
8. Viburnum anabaptista Graebn.
9. Viburnum annamensis Fukuoka
10. Viburnum antioquiense Killip & A. C. Sm.
11. Viburnum arboreum Britton
12. Viburnum atrocyaneum C. B. Clarke
13. Viburnum australe Morton
14. Viburnum axillare Triana
15. Viburnum ayavacense Kunth
16. Viburnum beccarii Gamble
17. Viburnum betulifolium Batalin
18. Viburnum blandum Morton
19. Viburnum brachyandrum Nakai
20. Viburnum brachybotryum Hemsl. ex Forbes & Hemsl.
21. Viburnum bracteatum Rehder
22. Viburnum brevitubum (P. S. Hsu) P. S. Hsu
23. Viburnum buddleifolium C. H. Wright
24. Viburnum burjaeticum Regel & Herder
25. Viburnum carlesii Hemsl. ex Forbes & Hemsl.
26. Viburnum caudatum Greenm.
27. Viburnum chingii P. S. Hsu
28. Viburnum chinshanense Graebn.
29. Viburnum chunii P. S. Hsu
30. Viburnum ciliatum Greenm.
31. Viburnum cinnamomifolium Rehder
32. Viburnum clemensae Kern
33. Viburnum colebrookianum Wall.
34. Viburnum congestum Rehder
35. Viburnum cornutidens Merr.
36. Viburnum corylifolium Hook. fil. & Thomson
37. Viburnum corymbiflorum P. S. Hsu & S. C. Hsu
38. Viburnum costaricanum (Oerst.) Hemsl.
39. Viburnum cotinifolium D. Don
40. Viburnum cubense Urb.
41. Viburnum cylindricum Buch.-Ham. ex D. Don
42. Viburnum dalzielii W. W. Sm.
43. Viburnum davidii Franch.
44. Viburnum deamii (Rehder) Sorrie
45. Viburnum dentatum L.
46. Viburnum dilatatum Thunb.
47. Viburnum discolor Benth.
48. Viburnum disjunctum Morton
49. Viburnum divaricatum Benth.
50. Viburnum edule (Michx.) Raf.
51. Viburnum elatum Benth.
52. Viburnum ellipticum Hook.
53. Viburnum erosum Thunb.
54. Viburnum erubescens Wall.
55. Viburnum euryphyllum Standl. & Steyerm.
56. Viburnum fansipanense J. M. H. Shaw, Wynn-Jones & V. D. Nguyen
57. Viburnum farreri Stearn
58. Viburnum floccosum Killip & A. C. Sm.
59. Viburnum foetens Decne.
60. Viburnum foetidum Wall.
61. Viburnum fordiae Hance
62. Viburnum formosanum Hayata
63. Viburnum fragile Killip & A. C. Sm.
64. Viburnum furcatum Blume ex Hook. fil. & Thomson
65. Viburnum fuscum (Oerst.) Hemsl.
66. Viburnum garrettii Craib
67. Viburnum glaberrimum Merr.
68. Viburnum glabratum Kunth Nov. Gen. & Spec.
69. Viburnum glomeratum Maxim.
70. Viburnum goudotii Killip & A. C. Sm.
71. Viburnum grandiflorum Wall.
72. Viburnum griffithianum C. B. Clarke
73. Viburnum hainanense Merr. & Chun
74. Viburnum hallii (Oerst.) Killip & A. C. Sm.
75. Viburnum hanceanum Maxim.
76. Viburnum hartwegii Benth.
77. Viburnum hayatae I. M. Turner
78. Viburnum hengshanicum Tsiang
79. Viburnum henryi Hemsl.
80. Viburnum hirsutum Morton
81. Viburnum hispidulum Kern
82. Viburnum hoanglienense J. M. H. Shaw, Wynn-Jones & V. D. Nguyen
83. Viburnum hondurense Standl.
84. Viburnum inopinatum Craib
85. Viburnum jamesonii (Oerst.) Killip & A. C. Sm.
86. Viburnum japonicum (Thunb.) Spreng.
87. Viburnum jelskii Zahlbr.
88. Viburnum jucundum Morton
89. Viburnum junghuhnii Miq.
90. Viburnum kansuense Batalin
91. Viburnum kerrii Geddes
92. Viburnum koreanum Nakai
93. Viburnum lancifolium P. S. Hsu
94. Viburnum lantana L.
95. Viburnum lantanoides Michx.
96. Viburnum lasiophyllum Benth.
97. Viburnum laterale Rehder
98. Viburnum lehmannii Killip & A. C. Sm.
99. Viburnum leiocarpum P. S. Hsu
100. Viburnum lentago L.
101. Viburnum loeseneri Graebn.
102. Viburnum longipedunculatum (P. S. Hsu) P. S. Hsu
103. Viburnum longiradiatum P. S. Hsu & S. W. Fan
104. Viburnum lutescens Blume
105. Viburnum luzonicum Rolfe
106. Viburnum macdougallii Matuda
107. Viburnum macrocephalum Fortune
108. Viburnum maculatum Pant.
109. Viburnum mathewsii (Oerst.) Killip & A. C. Sm.
110. Viburnum meiothyrsum Diels
111. Viburnum melanocarpum P. S. Hsu
112. Viburnum membranaceum (Oerst.) Hemsl.
113. Viburnum microcarpum Cham. & Schltdl.
114. Viburnum molinae Lundell
115. Viburnum molle Michx.
116. Viburnum mongolicum (Pall.) Rehder
117. Viburnum mortonianum Standl. & Steyerm.
118. Viburnum mullaha Buch.-Ham. ex D. Don
119. Viburnum nervosum D. Don
120. Viburnum nudum L.
121. Viburnum obovatum Walter
122. Viburnum obtectum J. H. Vargas
123. Viburnum obtusatum D. N. Gibson
124. Viburnum odoratissimum Ker Gawl.
125. Viburnum oliganthum Batalin
126. Viburnum omeiense P. S. Hsu
127. Viburnum opulus L.
128. Viburnum orientale Pall.
129. Viburnum parvifolium Hayata
130. Viburnum phlebotrichum Siebold & Zucc.
131. Viburnum pichinchense Benth.
132. Viburnum platyphyllum Merr.
133. Viburnum plicatum Thunb.
134. Viburnum propinquum Hemsl.
135. Viburnum prunifolium L.
136. Viburnum punctatum Buch.-Ham. ex D. Don
137. Viburnum pyramidatum Rehder
138. Viburnum queremalense Cuatrec.
139. Viburnum rafinesquianum Schult.
140. Viburnum recognitum Fernald
141. Viburnum reticulatum Ruiz & Pav. ex Oerst.
142. Viburnum rhombifolium (Oerst.) Hemsl.
143. Viburnum rhytidophyllum Hemsl. ex Forbes & Hemsl.
144. Viburnum rigidum Vent.
145. Viburnum rufidulum Raf.
146. Viburnum sambucinum Reinw. ex Blume
147. Viburnum sargentii Koehne
148. Viburnum schensianum Maxim.
149. Viburnum seemenii Graebn.
150. Viburnum sempervirens C. Koch
151. Viburnum setigerum Hance
152. Viburnum shweliense W. W. Sm.
153. Viburnum sieboldii Miq.
154. Viburnum siltepecanum Lundell
155. Viburnum simonsii Hook. fil. & Thomson
156. Viburnum sphaerocarpum Y. C. Liu & C. H. Ou
157. Viburnum spruceanum Rusby
158. Viburnum squamulosum P. S. Hsu
159. Viburnum stellato-tomentosum (Oerst.) Hemsl.
160. Viburnum stellatum (Oerst.) Hemsl.
161. Viburnum stenocalyx (Oerst.) Hemsl.
162. Viburnum stipitatum J. H. Vargas
163. Viburnum subalpinum Hand.-Mazz.
164. Viburnum subcordatum (Trel.) Rivas Mart., Lousã, Fern. Prieto, E. Días, J. C. Costa & C. Aguiar
165. Viburnum subpubescens Lundell
166. Viburnum subsessile Killip & A. C. Sm.
167. Viburnum sulcatum (Oerst.) Hemsl.
168. Viburnum suratense Killip & A. C. Sm.
169. Viburnum suspensum Lindl.
170. Viburnum sympodiale Graebn.
171. Viburnum taitoense Hayata
172. Viburnum tashiroi Nakai
173. Viburnum tengyuehense (W. W. Sm.) P. S. Hsu
174. Viburnum ternatum Rehder
175. Viburnum tiliifolium (Oerst.) Hemsl.
176. Viburnum tinoides L. fil.
177. Viburnum tinus L.
178. Viburnum toronis Killip & A. C. Sm.
179. Viburnum trabeculosum C. Y. Wu
180. Viburnum tricostatum C. E. C. Fisch.
181. Viburnum tridentatum Killip & A. C. Sm.
182. Viburnum triphyllum Benth.
183. Viburnum triplinerve Hand.-Mazz.
184. Viburnum undulatum (Oerst.) Killip & A. C. Sm.
185. Viburnum urbanii Graebn.
186. Viburnum urceolatum Siebold & Zucc.
187. Viburnum utile Hemsl. ex Forbes & Hemsl.
188. Viburnum venustum Morton
189. Viburnum vernicosum Gibbs
190. Viburnum villosum Sw.
191. Viburnum wardii W. W. Sm.
192. Viburnum wendlandii (Oerst.) Hemsl.
193. Viburnum witteanum Graebn.
194. Viburnum wrightii Miq.
195. Viburnum wurdackii T. R. Dudley
196. Viburnum yunnanense Rehder
197. Viburnum ×bodnantense Aberc. ex Stearn
198. Viburnum ×carlcephalum Burkwood
199. Viburnum ×kiusianum Hatus.
200. Viburnum ×rhytidophylloides Suringar